# Centris (Centris)
Sous-genre
Centris (Centris) est un sous-genre d'insectes hyménoptères de la famille des Apidae (abeilles), de la sous-famille des Apinae et de la tribu des Centridini.

## Liste des espèces
Centris adani - 
Centris aenea - 
Centris aethiocesta - 
Centris aethyctera - 
Centris amica - 
Centris bakeri - 
Centris byrsonimae - 
Centris catsal - 
Centris caxiensis - 
Centris decolorata - 
Centris dirrhoda - 
Centris eisenii - 
Centris elegans - 
Centris errans - 
Centris fasciata - 
Centris flavifrons - 
Centris flavofasciata - 
Centris haemorrhoidalis - 
Centris insularis - 
Centris maculifrons - 
Centris meaculpa - 
Centris nigrofasciata - 
Centris nitens - 
Centris niveofasciata - 
Centris obscurior - 
Centris poecila - 
Centris pulchra - 
Centris smithii - 
Centris spilopoda - 
Centris testacea - 
Centris varia - 
Centris versicolor